# Agapē
Agápē (en griego clásico: ἀγάπη; en griego moderno: αγάπη) es el término  griego para describir un tipo de amor altruista, desinteresado y reflexivo, en el que el amante tiene en cuenta sólo el bien del ser amado. No hay que confundirlo con el amor incondicional. 
Algunos filósofos griegos del tiempo de Platón emplearon el término para designar, por contraposición al amor personal, el amor universal, entendido como amor a la verdad o a la humanidad. 
Aunque el término no tiene necesariamente una connotación religiosa, este ha sido usado por una variedad de fuentes antiguas y contemporáneas incluidas la Biblia especialmente en el Evangelio de Juan. Filósofos griegos contemporáneos de Platón y otros autores clásicos han usado en diferentes formas la palabra "ágape" para denotar amor por la esposa/o o por la familia, o vocación por una actividad en particular. En contraste con philos (amistad, amor amical, hermandad o amor no sexual) y eros, una afección de naturaleza sexual.

## Cristianismo
El agapë o caridad, lo emplearon  los primeros  cristianos para referirse al amor especial por Dios, al amor de Dios para con la humanidad, e incluso a un amor "autosacrificante" que cada ser humano debía sentir hacia los demás. Algunas citas del evangelio son: 

"Porque tanto a͟m͟ó͟ (Diccionario Strong griego #25 ἀγαπάω AGAPAO) Dios al mundo que dio a su Hijo unigénito, para que todo aquel que cree no se pierda, sino que tenga vida eterna".
 (Juan, 3,16).

"El que no ama no conoce a Dios, porque Dios es a͟m͟o͟r͟ ." (Diccionario Strong griego #26 ἀγάπη AGÁPE)
(1 Juan 4:8)

En los primeros tiempos del cristianismo, ágape también significaba una comida en común, que es el significado que conserva en la actualidad: comida, banquete. En este sentido, también significa el amor que devora al amante, por ser este capaz de entregar todo sin esperar nada a cambio.
El amor agape es el amor divino de Dios.

## Ágape y dialéctica
La lógica dialéctica es el cambio constante, en la que dos opuestos luchan entre sí (contradicción dialéctica), y en la que existe: 1.-una tesis (afirmación); 2.-una antítesis (negación) y 3.-una síntesis (negación de la negación).
Ágape en su sentido categórico denota y connota sacrificarse por otra persona y por la verdad, pero en el contexto ideológico contemporáneo, aquello es impracticable,aparentemente. En el movimiento dialéctico, la afirmación (tesis) mantiene una fuerte lucha con su contradicción, con su antítesis (negación), y logra vencer únicamente si desaparece (ejemplos prácticos: sacrificio de Jesús a por la humanidad).
La tesis degenera debido a su antítesis, para preservarse contradictoria-mente necesita anularse y darlo todo (ágape), lo que provocaría según la causalidad, que se equilibre el sistema y se preserve la vida, el orden, el bien; surgiendo la síntesis (negación de la negación) que a su vez, es la nueva afirmación del siguiente ciclo de desarrollo dialéctico.
- Datos: Q210143